# Шебреки
45°34′ пн. ш. 15°34′ сх. д. / 45.57° пн. ш. 15.56° сх. д.
Шебреки (хорв. Šebreki) — населений пункт у Хорватії, в Карловацькій жупанії у складі міста Карловаць.

## Населення
Населення за даними перепису 2011 року становило 0 осіб.
Динаміка чисельності населення поселення: